# Assur-etil-ilani
Assur-etil-ilani fue el rey de Asiria entre 631 a. C. - 627 a. C. o 627 a. C. - 623 a. C.
Hijo y sucesor de Asurbanipal. Nada más ascender al trono tuvo que hacer frente a un golpe de Estado, que fue abortado gracias a la energía de su general, Sin-shumu-lisir, al que recompensó con tierras. Después tuvo que contener a los escitas, que atacaron el norte del imperio. Sin embargo, esto no fue suficiente para mantener la paz. Inmediatamente, su hermano Sin-shar-ishkun le disputó el trono de Babilonia. Assur-etil-ilani marchó al encuentro del traidor, pero halló la muerte junto a Nippur.
Sin-shar-ishkun marchó rápidamente hacia Nínive para reclamar el trono de Asiria, que había sido usurpado por Sin-shumu-lisir.

## Reinado
Assur-etil-ilani ascendió al trono después de la muerte de su padre Asurbanipal en 631 a. C. Una concesión de tierras de Assur-etil-ilani a su  rab shaqi (un general que lo sirvió desde que era un niño) Sin-shumu-lisir sugiere que Asurbanipal murió de muerte natural. Como en muchas otras sucesiones en la historia asiria, el ascenso de Assur-etil-ilani al trono asirio se encontró inicialmente con oposición e inquietud. La misma tierra  conceder a Sin-shumu-lishir hace referencia a las acciones de un funcionario asirio llamado Nabu-rihtu-usur que, con la ayuda de otro funcionario, Sin-shar-ibni, intentó usurpar el trono asirio. Sin-shum-lisir probablemente ayudó al rey a detener a Nabu-rihtu-usur y Sin-shar-ibni. Como ninguna fuente indica lo contrario, la conspiración parece  haber sido aplastado con relativa rapidez. Las excavaciones en Nínive de la época cercana a la muerte de Asurbanipal muestran daños por fuego, lo que indica que el complot quizás resultó en  algo de violencia y disturbios dentro de la propia capital.
La difusión de inscripciones de Assur-etil-ilani en Babilonia sugiere que ejerció la misma cantidad de control en las provincias del sur que tenía su padre Asurbanipal, teniendo un rey vasallo (Kandalanu) pero ejerciendo política real y el poder militar allí mismo. Sus inscripciones se conocen en todas las ciudades principales, incluidas Babilonia, Dilbat, Sippar y Nippur. Muy pocas inscripciones de  Assur-etil-ilani sobrevive para hacer ciertas suposiciones sobre su carácter. Las excavaciones de su palacio en Kalhu, una de las ciudades más importantes del imperio y antigua capital, pueden indicar que era menos jactancioso que su padre, ya que no tenía relieves ni estatuas similares a las que habían usado sus predecesores para ilustrar su fuerza y éxito. La falta de tales representaciones puede deberse en parte a que no hay registros de que Assur-etil-ilani haya llevado a cabo una campaña militar o haya ido  en una cacería. Su palacio de Kalhu era bastante pequeño, con habitaciones inusualmente pequeñas para los estándares reales asirios. Es posible que algunos de los vasallos de Asiria usaran el reinado de lo que percibían como un  gobernante débil para liberarse del control asirio e incluso atacar los puestos de avanzada asirios. En 628 a. C, Josías, aparentemente un vasallo asirio y el rey del Judá en el Levante, extendió su tierra hasta llegar a la costa, capturando la ciudad de Asdod y asentando allí a algunos de los suyos.
Con frecuencia se supone, sin ninguna evidencia que lo respalde, que el hermano de Assur-etil-ilani, Sin-shar-ishkun, luchó con él por el trono. Aunque las circunstancias exactas de Assur-etil-ilani y el ascenso de su hermano Sin-shar-ishkun al trono son desconocidos, no hay evidencia que sugiera que Assur-etil-ilani fue depuesto y/o asesinado en un golpe.

## Problemas con la datación
De acuerdo con la inscripción Harrán de Nabonido, Assur-etil-ilani reinó durante tres años, pero hay un contrato en Nippur fechado en su cuarto año. Parece, pues, que sucedió a Asurbanipal en 627 a. C., y gobernó hasta 623 a. C. Pero esto plantea algunos problemas en la datación de los acontecimientos de la guerra asirio-babilonia. Por lo tanto, Assur-etil-ilani puede haber accedido al trono asirio antes de 627 a. C.. Se ha sugerido que su reinado pudo superponerse con el de  Asurbanipal, pero es más verosímil que Asurbanipal muriese en realidad, antes de 627 a. C., pues no hay evidencia de una corregencia. Así, si Asurbanipal murió en 631 a. C., Asur-etil-ilani sería rey hasta 627 a. C.
En efecto, no hay un documento oficial sobre el fin del reinado de Asurbanipal, y aunque un texto posterior le da un reinado de 42 años, situando su muerte en 627 o 626 a. C., el último documento que le menciona es de 631 a. C., por lo que se piensa que pudo morir en esa fecha, o como máximo en 629 a. C.    Todavía hay problemas sobre las fechas en conflicto, pero parece que ésta sería la que tiene más apoyo con las evidencias disponibles.
| Predecesor: Asurbanipal | Rey de Asiria 631-627 a. C. | Sucesor: Sin-shumu-lisir |